# Parahepomidion burgeoni
Parahepomidion burgeoni là một loài bọ cánh cứng trong họ Cerambycidae.